# Hedstromia latifolia
Hedstromia latifolia är en måreväxtart som beskrevs av Albert Charles Smith. Hedstromia latifolia ingår i släktet Hedstromia och familjen måreväxter. Inga underarter finns listade i Catalogue of Life.